# Copiula guttata
Espèce
Synonymes
- Austrochaperina guttata Zweifel, 2000

Statut de conservation UICN

 LC  : Préoccupation mineure
Copiula guttata est une espèce d'amphibiens de la famille des Microhylidae.

## Répartition

Aire de répartition de Austrochaperina guttata.

Cette espèce est endémique de Papouasie-Nouvelle-Guinée. Elle se rencontre dans les provinces du Golfe et de Simbu.

## Description
Copiula guttata mesure jusqu'à 43 mm pour les mâles et jusqu'à 44 mm pour les femelles. Son dos est brun-gris avec des taches brun foncé.

## Étymologie
Son nom d'espèce, du latin guttata, « moucheté », lui a été donné en référence à sa coloration dorsale.

## Publication originale
- Zweifel, 2000 : Partition of the Australopapuan microhylid frog genus Sphenophryne with descriptions of new species. Bulletin of the American Museum of Natural History, vol. 253, p. 1-130 (texte intégral).